# Adenanthera borneensis
Adenanthera borneensis är en ärtväxtart som beskrevs av David Prain. Adenanthera borneensis ingår i släktet Adenanthera och familjen ärtväxter. Inga underarter finns listade i Catalogue of Life.